# Zambrone
Zambrone är en ort och kommun i provinsen Vibo Valentia i regionen Kalabrien i Italien. Kommunen hade 1 763 invånare (2017).